# Alonso Cano
Pour les articles homonymes, voir Cano.
Alonso Cano, 19 février 1601 - 3 septembre 1667 , est un peintre, architecte et sculpteur espagnol du Siècle d'or originaire de Grenade.

## Biographie
Il est le fils de Miguel Cano, fabricant (ensamblador) de retables originaire de la ville d'Almodóvar del Campo, et de María de Almansa, native de Villarrobledo, un village de La Manche.
En 1616, à Séville, il entre en apprentissage dans l'atelier de Francisco Pacheco où il se lie d'amitié avec le jeune Velasquez, qui y fait ses premières armes.
En 1626, il obtient sa licence de peintre d'images qui l'autorise à tenir un atelier et à prendre des commandes. Il continue à travailler avec son père et il est rapidement reconnu au sein de la corporation et fréquente Juan Martínez Montañés, le sculpteur sévillan le plus important de l'époque.
À la suite de la mort de sa première épouse après deux ans de mariage, il se remarie avec María Magdalena de Uceda, une enfant de douze ans, nièce du peintre Juan de Uceda . Malgré la dot respectable qu'elle apporte au mariage, Cano est mis en prison pour dettes en 1636.
En 1638, peut-être grâce à Velasquez, qui travaille à Madrid depuis 1623 et lui garde toute son amitié, il est appelé auprès du duc d'Olivarès, qui le fait nommer en 1638 maître des œuvres royales et peintre de la chambre.
En 1640, après l'incendie du palais du Buen Retiro, Cano et Velasquez sont chargés de prospecter la Castille pour remplacer les œuvres détruites. Cano se charge également de restaurer les peintures endommagées, ce qui lui permet d'étudier les techniques des maîtres anciens, en particulier vénitiens.
En mars 1644, malgré la disgrâce de son protecteur, il est « peintre de sa majesté ». Le 10 juin, sa femme est retrouvée assassinée. Soupçonné de l'avoir tuée, Cano est incarcéré, interrogé et torturé avant d'être relâché. Il se réfugie alors à Valence, dans la chartreuse de Porta Coeli.
Il revient à Madrid en septembre 1645 pour travailler sur les tableaux de l'église de la Madeleine de Getafe.
En 1649, il conçoit et réalise un arc de triomphe pour le mariage entre Philippe IV et Marie-Anne d'Autriche. L'année suivante, il est consulté par la ville de Tolède pour concevoir le trône de la Vierge du Sagrario.
En 1651, Cano demande à la ville de Grenade de lui céder une prébende ecclésiastique vacante, qui lui est accordée avec l'appui du roi. Il s'installe à Grenade et décore la grande rotonde de la cathédrale de sept toiles représentant la Vie de la Vierge. Mais il rentre bientôt en conflit avec le chapitre de la cathédrale, qui lui a imposé des délais et lui a demandé de se faire ordonner prêtre et d'apprendre le latin. En 1656, il est expulsé et privé de sa prébende. Il part en laissant deux toiles achevées, deux à l'état d'ébauches et une petite représentation de l'Immaculée. Il a également travaillé en ville pour des particuliers et pour des couvents.
Il retourne à Madrid pour plaider sa cause auprès du roi, qui lui donne raison. Les manœuvres dilatoires du chapitre de Grenade retardent sa réintégration jusqu'en juin 1660. Il passe donc deux années à Madrid, pendant lesquelles il peint une Vision de saint Bernard (pour les capucins de Tolède, aujourd'hui au Prado), un saint Antoine de Padoue, un saint François recevant les stigmates (pour le couvent de San Diego à Alcalá de Henares, et un Christ à la colonne pour le carmel d'Ávila.
Le 23 décembre 1658, il est témoin de Diego Velasquez lors de son anoblissement et de son entrée dans l'ordre de Santiago, rappelant à cette occasion qu'il le « connaît depuis quarante-quatre ans ».
Son procès terminé et de retour à Grenade, il reprend le travail et termine le cycle marial de la chapelle majeure (1664). Il livre également, en 1665-1666 la Vierge du Rosaire et les saints pour  la cathédrale de Malaga, ainsi que d'innombrables sculptures et toiles mineures. Nommé maître principal des travaux de la cathédrale, il en dessine la façade en mai 1667. Il meurt au mois d'août suivant.

## Œuvres

### Sculptures
Comme sculpteur, il se fait connaître par trois statues grandeur nature. Ses œuvres les plus célèbres sont la Madone et l'Enfant représentant la Vierge avec l'Enfant Jésus de l'église de Santa María de la Oliva (Lebrija) (es), ainsi que les colosses San Pedro et San Pablo. Le retable du maître-autel de cette église est l’une de ses œuvres principales (entre 1629 et 1631).
Marcel Jouhandeau le cite ainsi dans son roman Astaroth (Gallimard, 1929, page 12) : « (...) la couleur fervente de ces statues qu'Alonso Cano revêtait d'or avant de les peindre ».

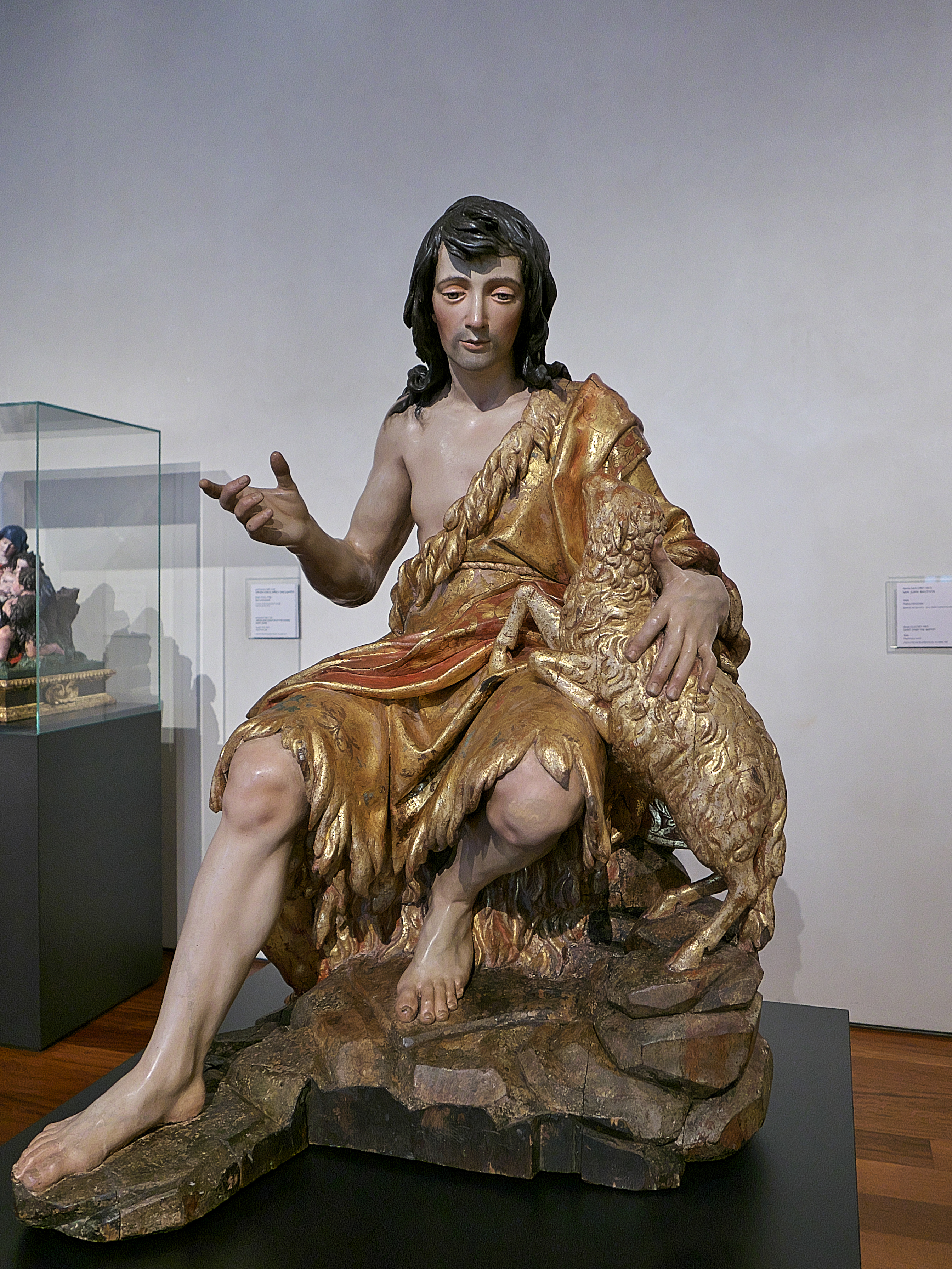
Saint Jean-Baptiste, bois polychrome pour le grand retable de l'église San Juan de la Palma (Séville).
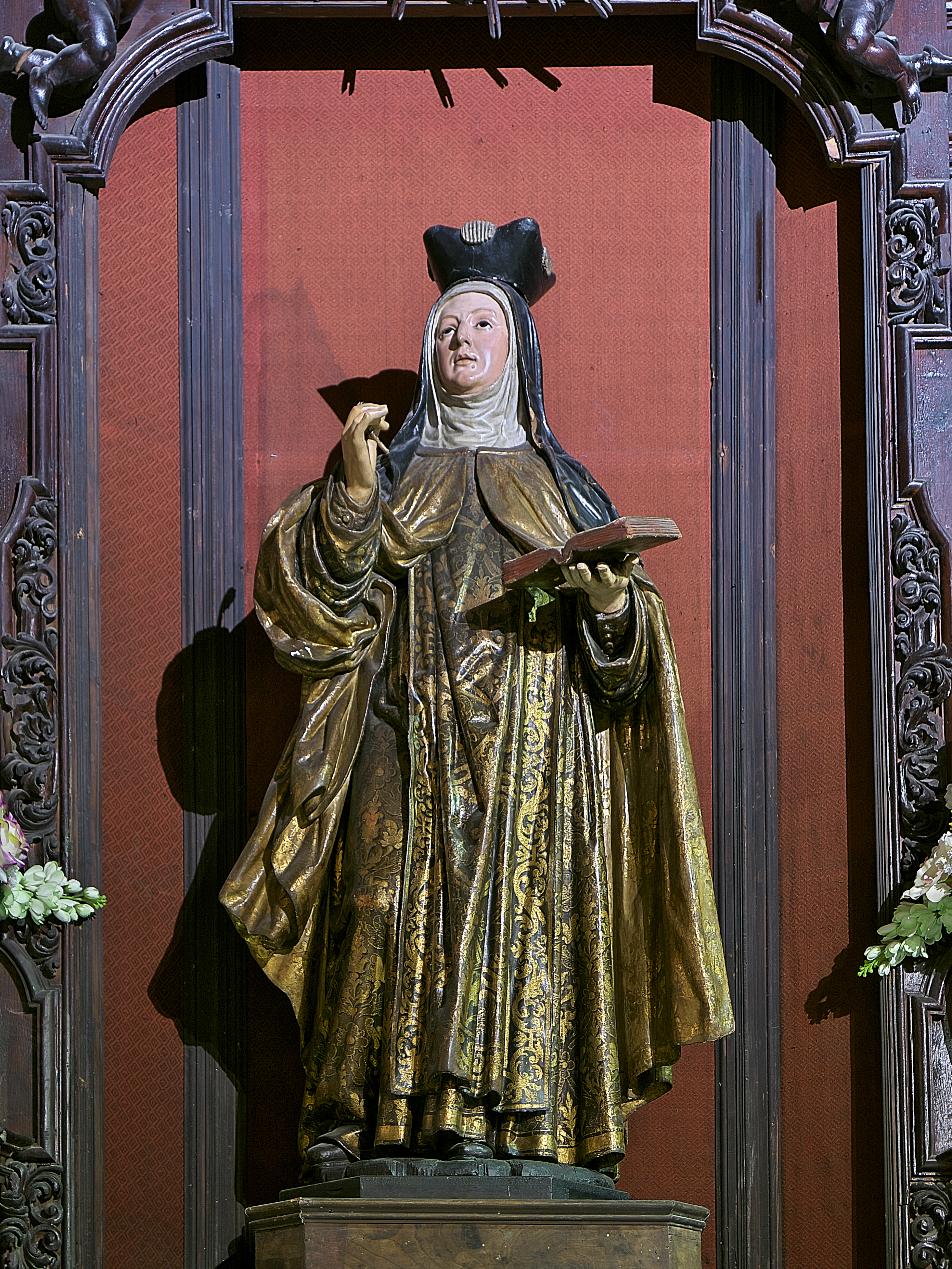
Sainte Thérèse, bois polychrome pour l'église de San Alberto (aujourd'hui dans l'église du Buen Suceso, Séville).
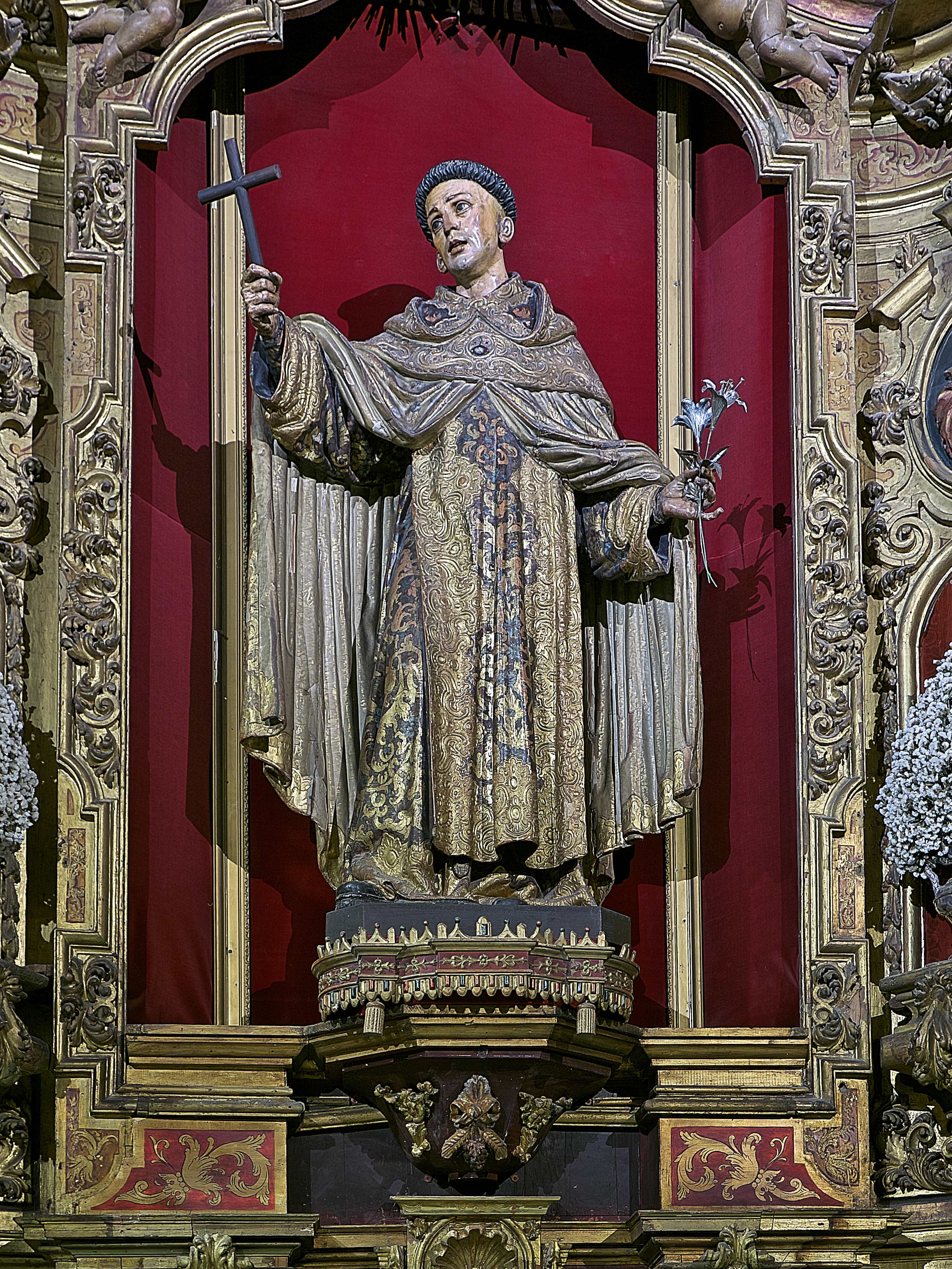
Saint Albert de Sicile, bois polychrome pour l'église de San Alberto (aujourd'hui dans l'église du Buen Suceso, Séville).
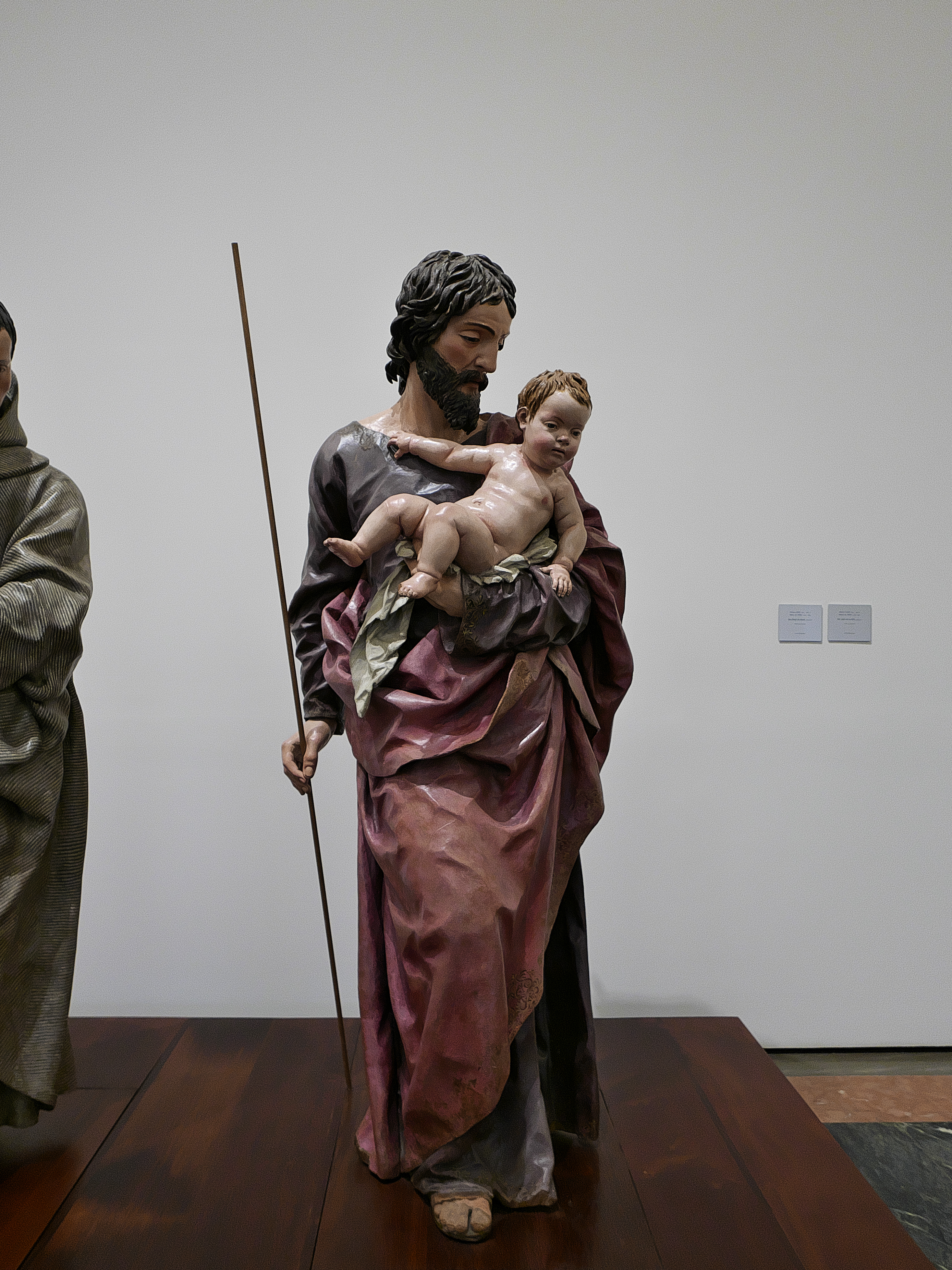
Saint Joseph et l'Enfant Jésus, bois polychrome, originellement pour le couvent de l'Ange gardien (Grenade). Musée des beaux-arts de Grenade.

- Saint Jean-Baptiste, 1634.
- Crucifix, ca 1650
- Ange gardien, 1653-1657
- Buste de Saint Paul, ca 1660-1667.
- Vierge de Belén, 1664.
- Bustes d'Adam et Éve, 1666-1667.
- Saint Antoine de Padoue, 1666-1667.

Avec Pedro de Mena (1653-1657) :
- - Saint Joseph.
  - Saint Antoine.
  - Saint Diego d'Alcalá
  - Saint Pierre d'Alcántara,

### Peintures
Comme peintre, il produit un grand nombre de tableaux estimés qui ornent la plupart des grandes églises d'Espagne, notamment une Immaculée Conception, une Sainte Madeleine en pleurs, le Miracle du puits de saint Isidore et le Christ sur le Calvaire.

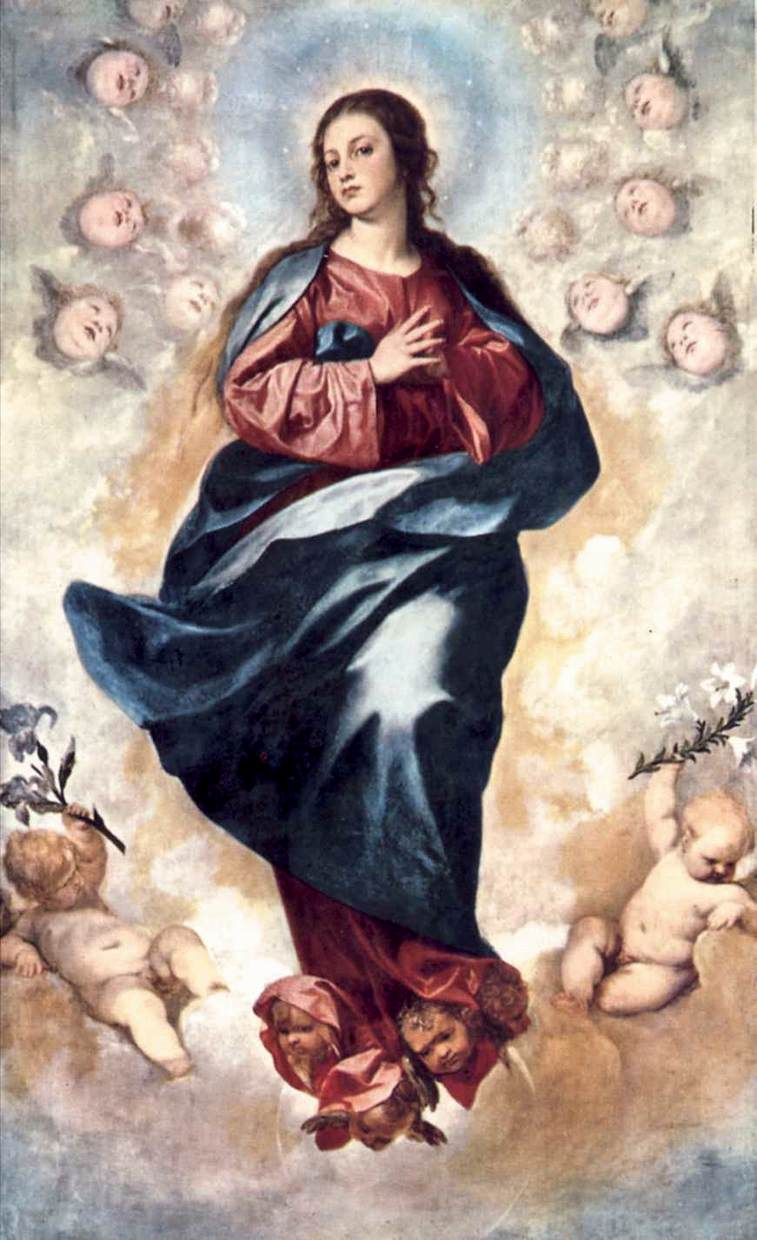
Immaculée Conception. Musée diocésain d'art sacré d'Alava.
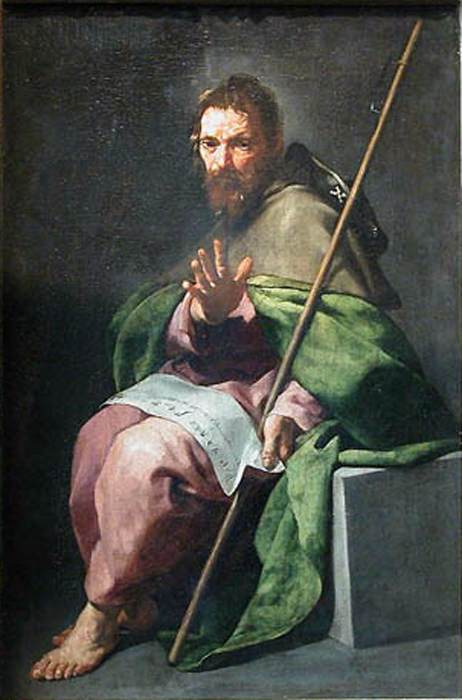
Saint Jacques le Majeur. Musée du Louvre.
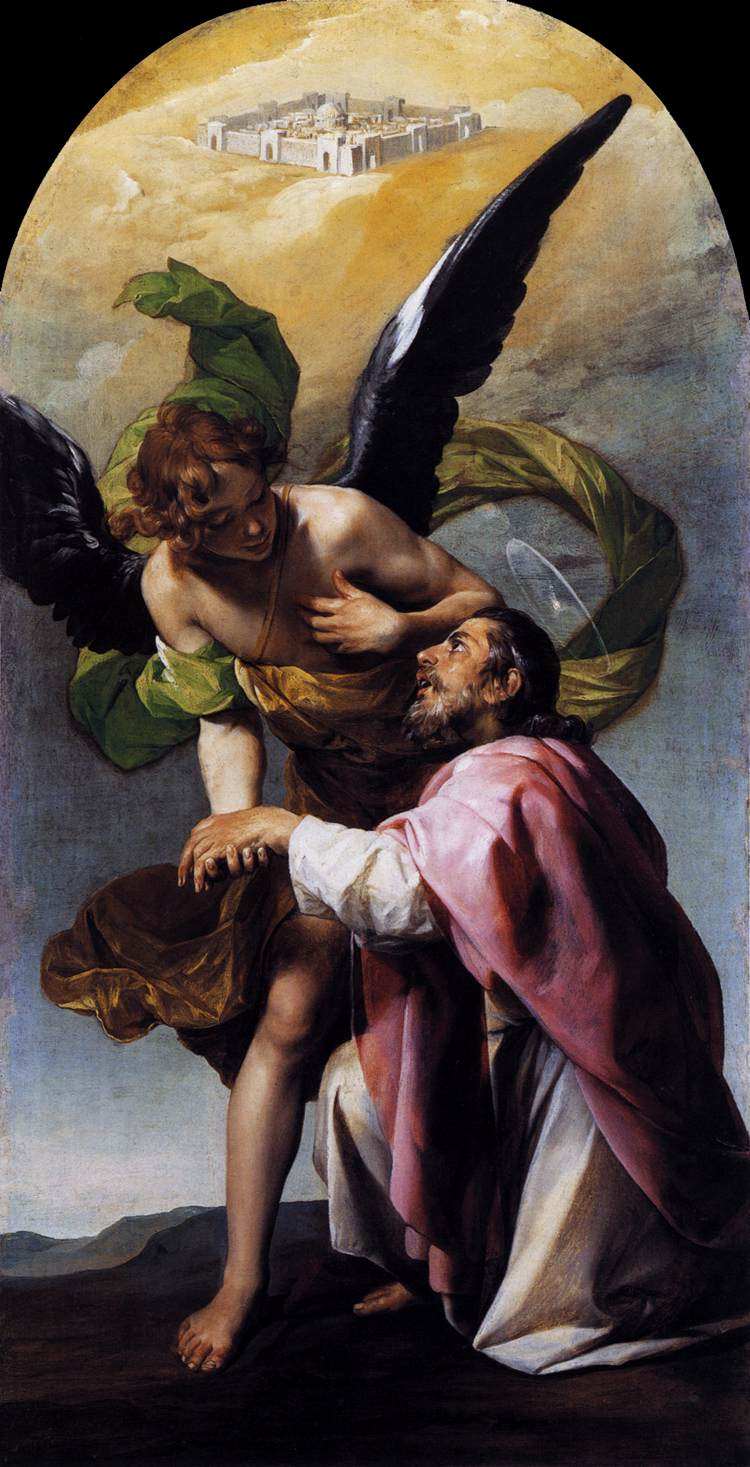
Vision de Jérusalem de saint Jean l'Évangéliste. Wallace collection, Londres.
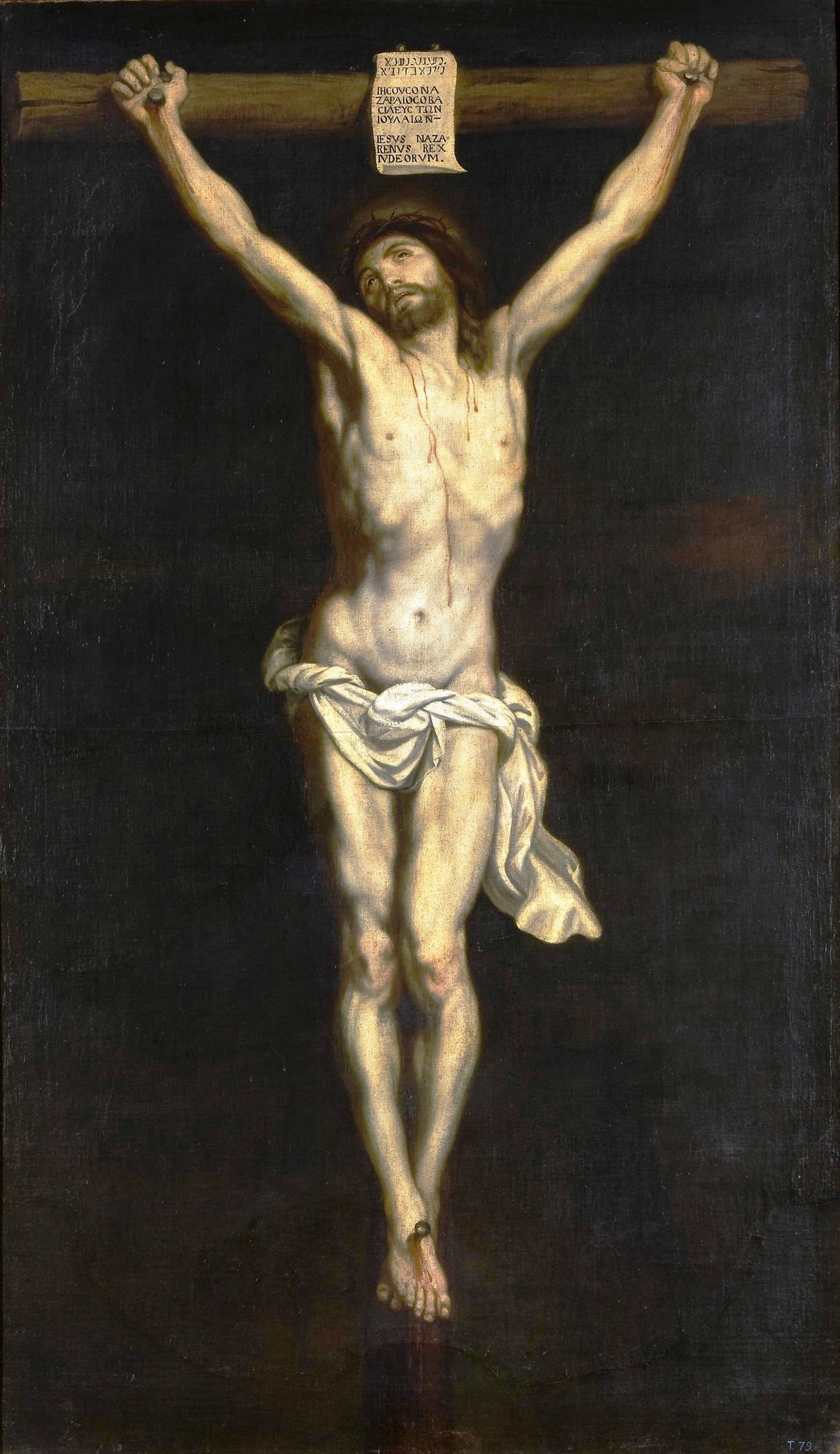
Crucifixion (attribué à Cano). Musée du Prado.

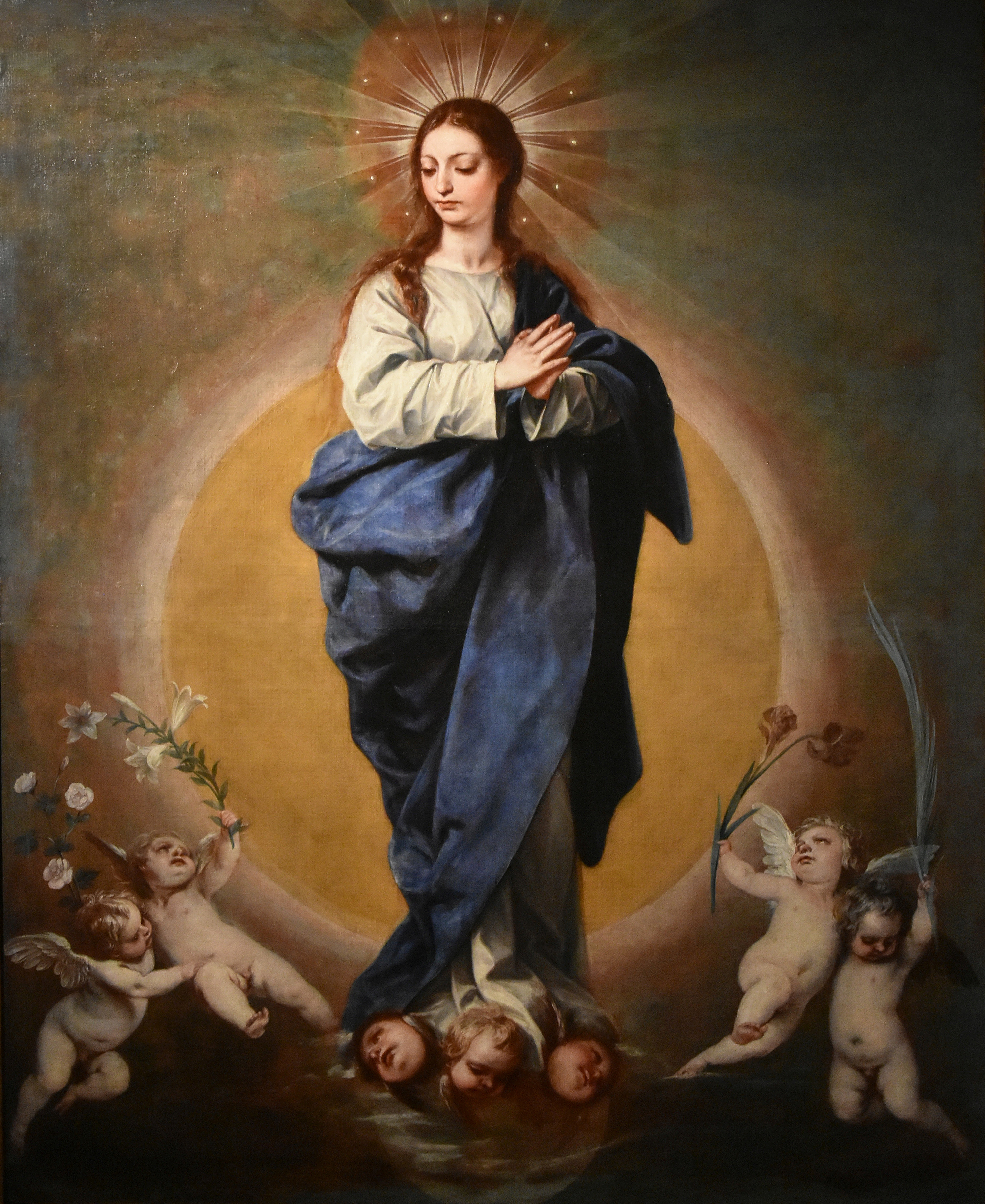
Immaculée Conception, Ancien hôpital Saint-Jean Bruges.
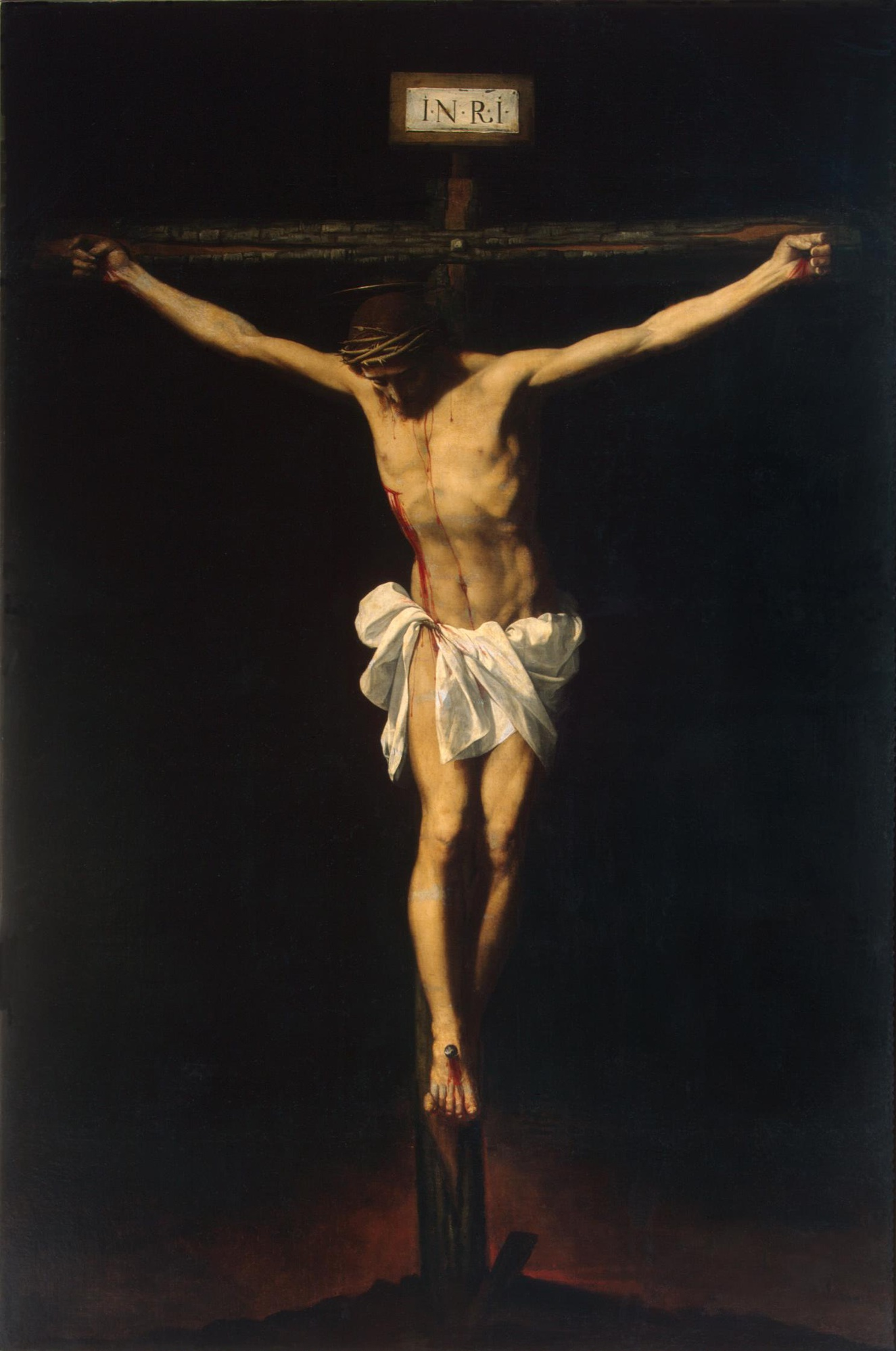
Crucifixion, vers 1636-1638, musée de l'Ermitage.
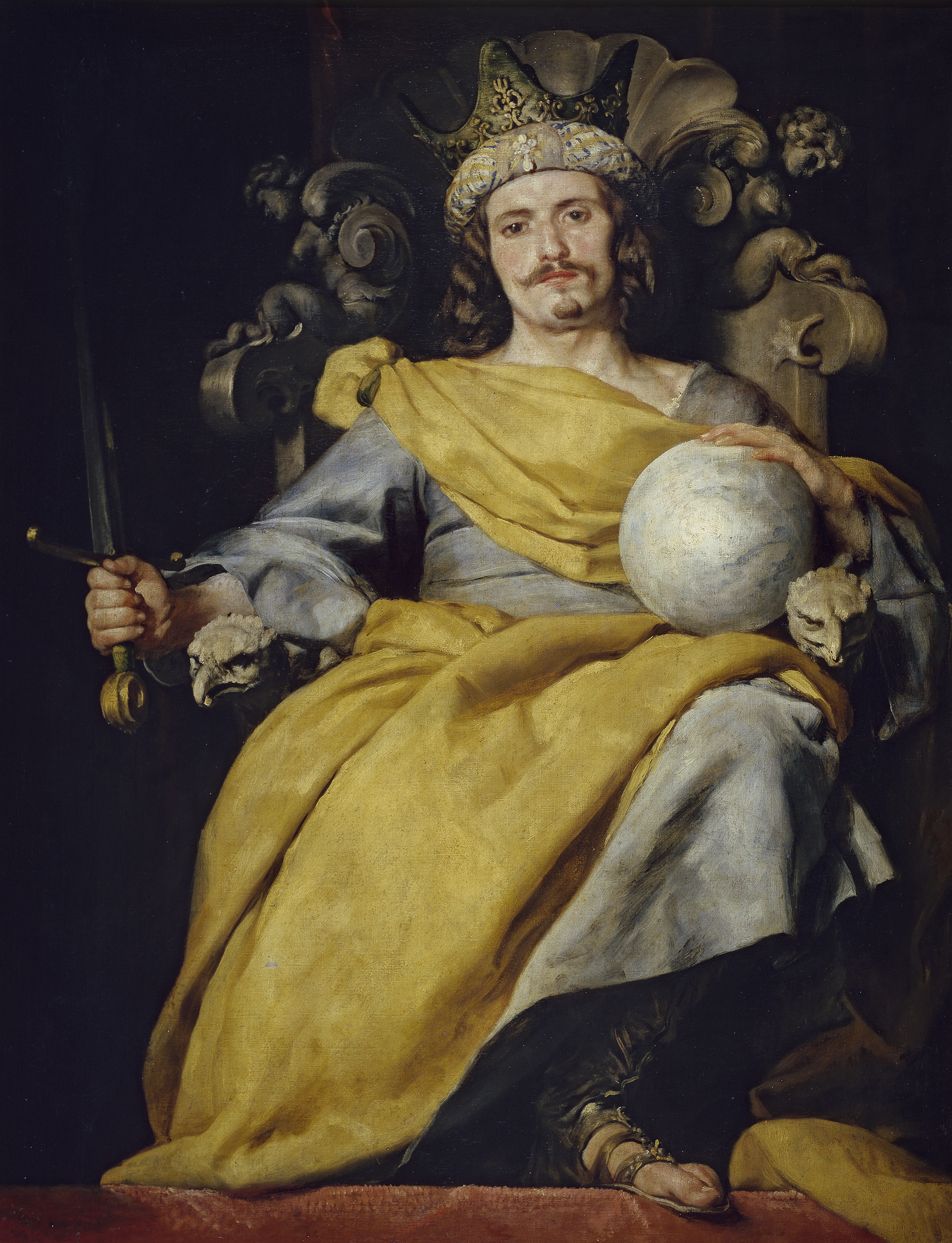
Portrait d'un roi espagnol, vers 1640, musée du Prado.
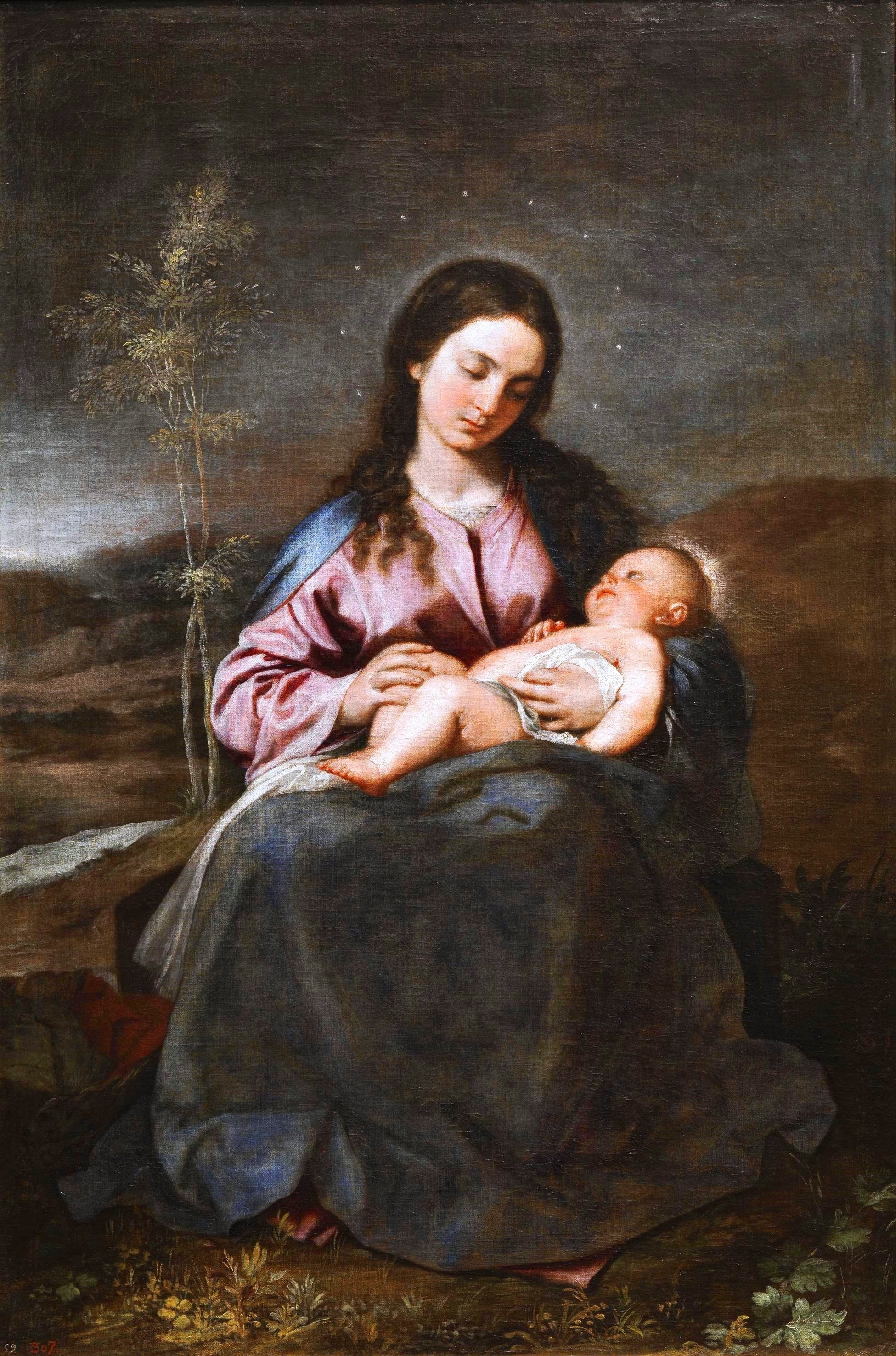
La Vierge à l’Enfant, vers 1645-1652, musée du Prado.
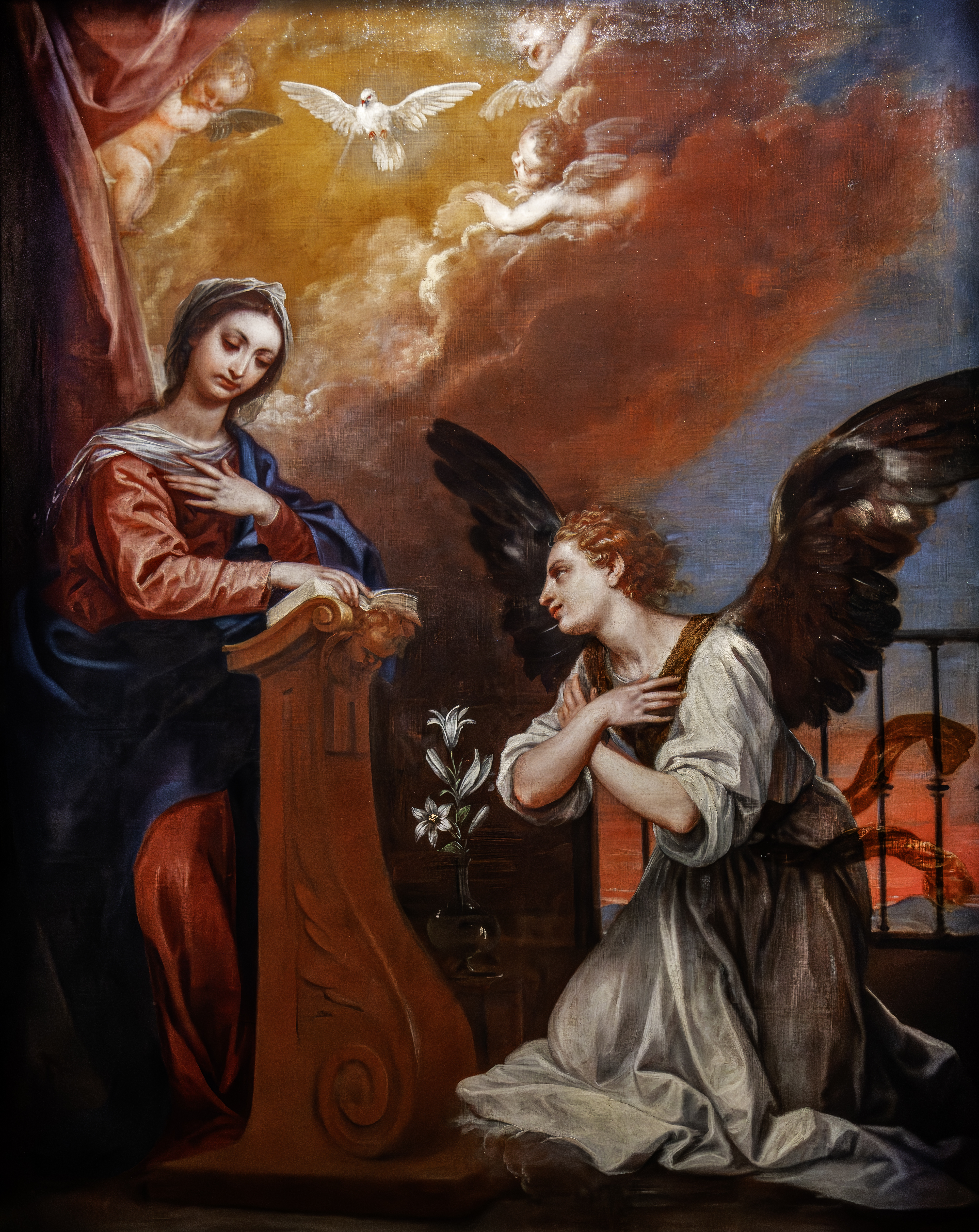
L'Annonciation, vers 1655 musée Goya[3].
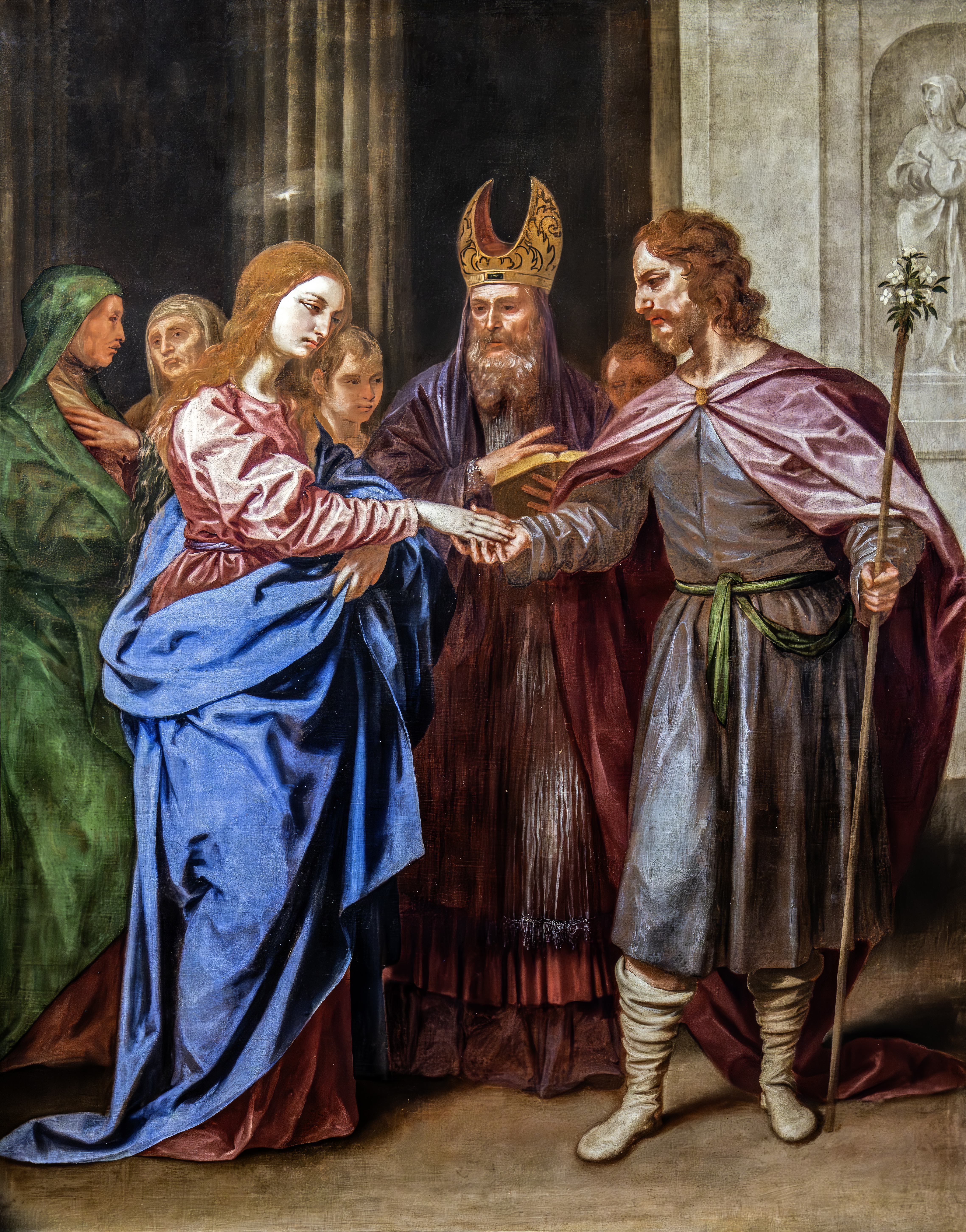
Le Mariage de la Vierge, vers 1655 musée Goya[3].
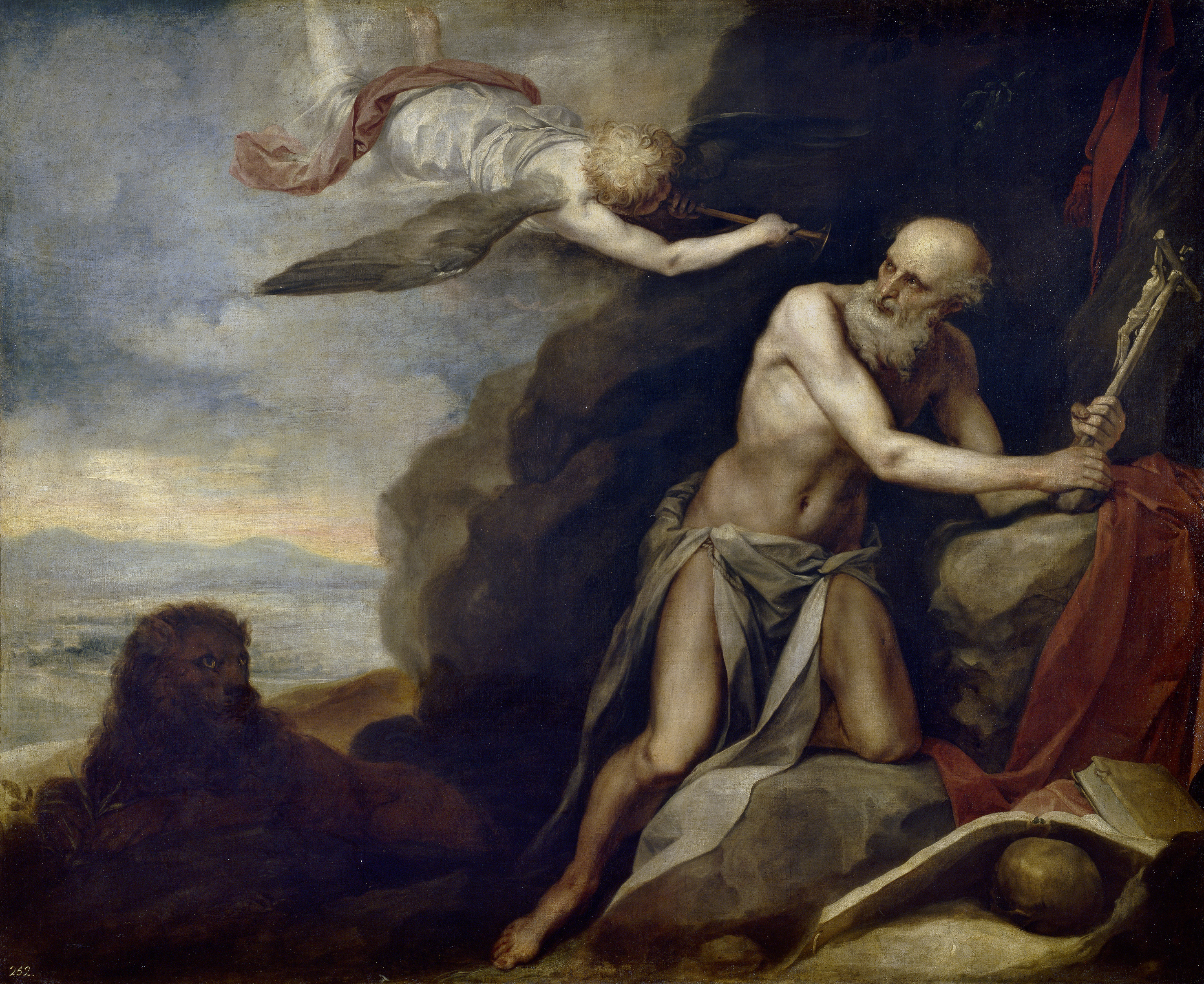
Saint Jérôme pénitent, v. 1660, musée du Prado.

- Saint Jean l'Évangéliste et la coupe empoisonnée, huile sur toile, 54 × 36 cm, musée du Louvre, Paris[4].
- Scène d'extase religieuse, huile sur toile, musée national des Beaux-Arts d'Alger, Alger.
- Portait d'un ecclésiastique, ca 1625-1630.
- Le chemin du Calvaire, ca 1635-1637.
- Le Christ avant la crucifixion, ca 1638.
- San José, ca 1646.
- Crucifixion, ca 1646
- Miracle du puits de Saint Isidore, ca 1646-1648.
- Vierge à l'enfant, ca 1646-1648.
- Descentes des limbes, ca 1646-1650.
- Noli me tangere, ca 1646-1652.
- Le Christ mort soutenu par un ange, ca 1645, huile sur toile,137 x 100 cm, musée du Prado, Madrid[5].
- Saint Antoine et la Vierge, ca 1646-1652.
- Christ à la colonne, ca 1648-1650.
- Immaculée, ca 1650.
- Saint Jean l'Évangéliste.

### Dessins

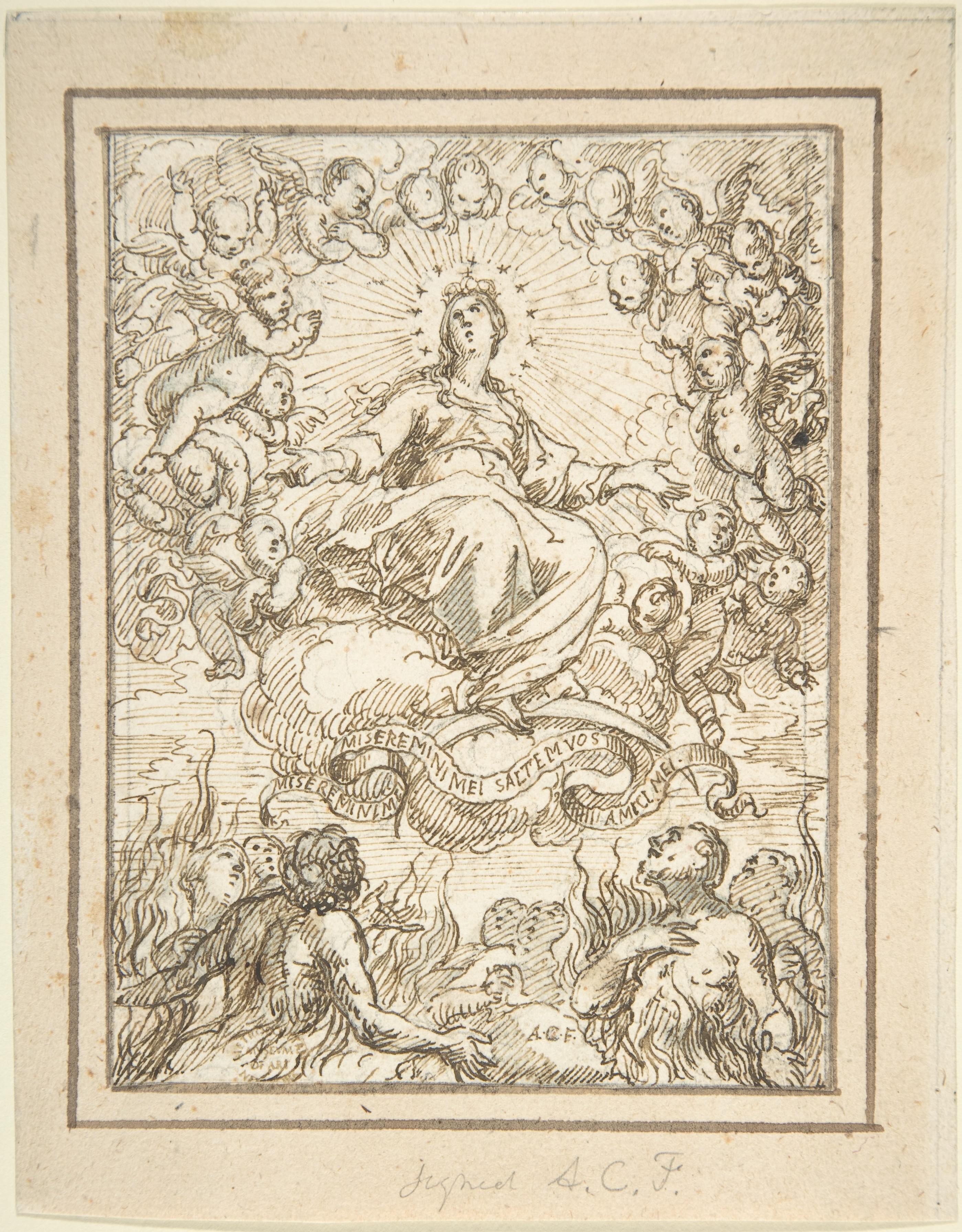
Vierge intercédant pour ceux du Purgatoire, Metropolitan Museum of Art.
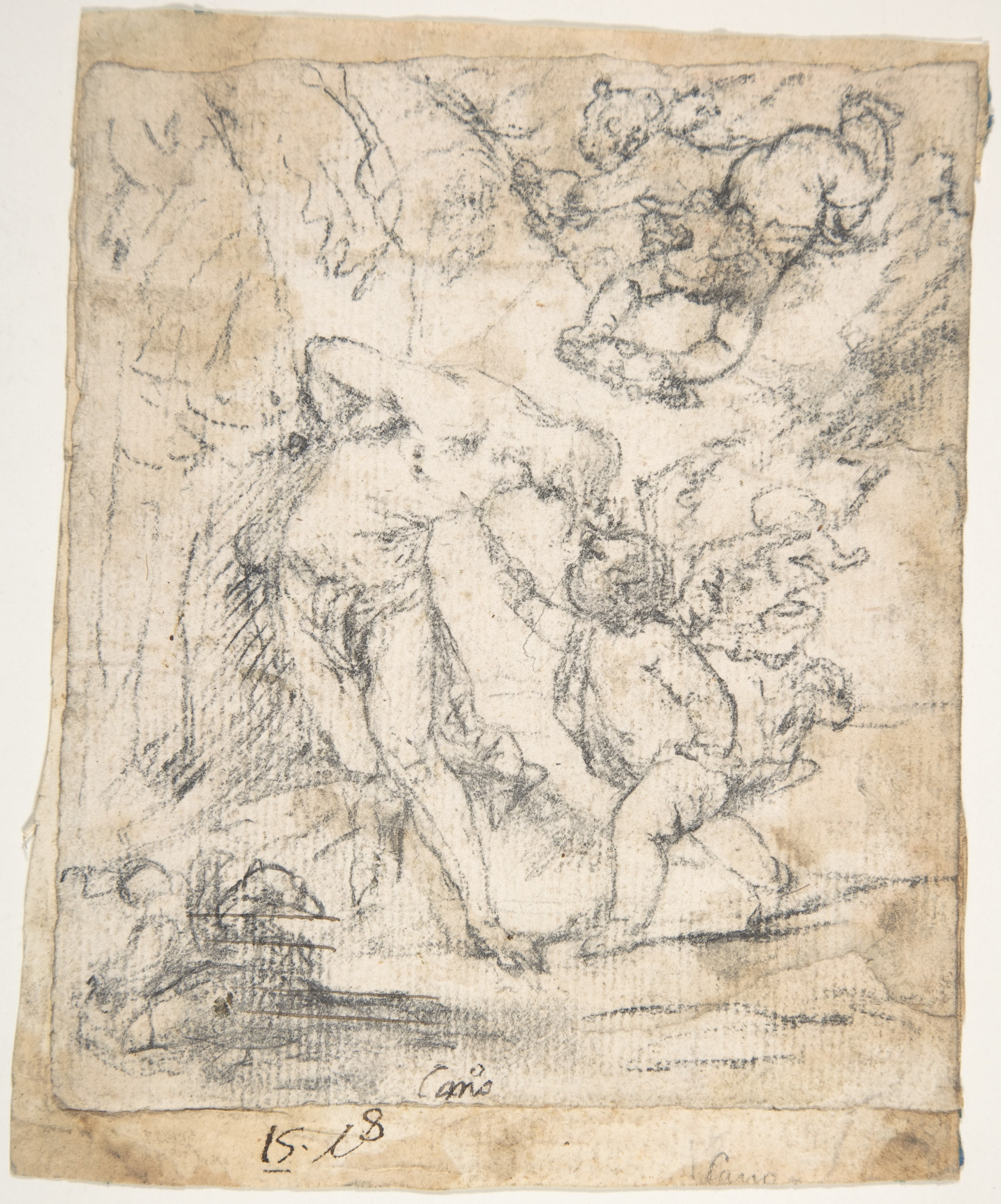
Des anges au service de saint Sébastien, Metropolitan Museum of Art.
Christ tenant un calice et une croix, 1666, Cleveland Museum of Art.
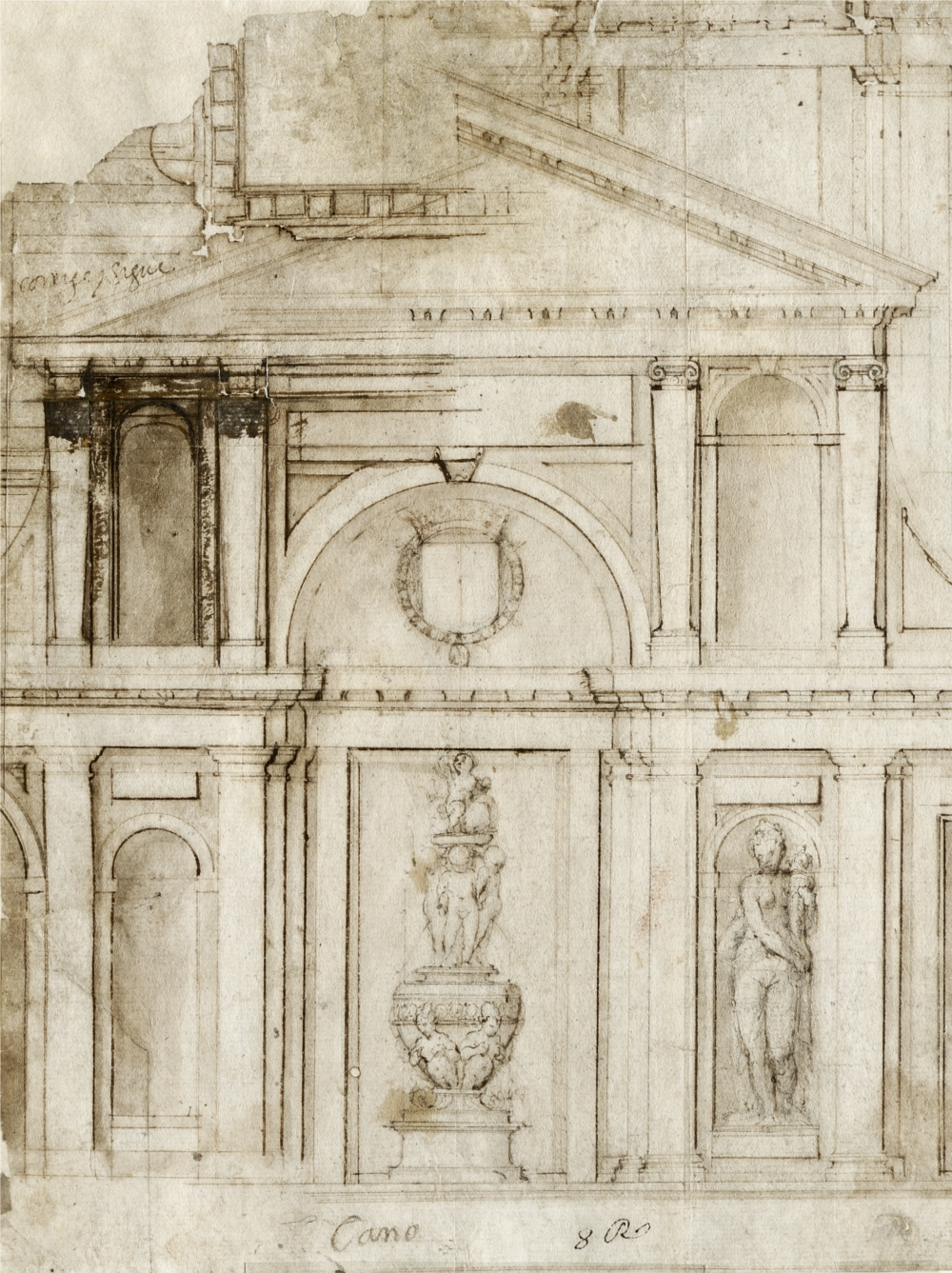
étude architecturale, 1640-1650, musée des Beaux-Arts de Cordoue.
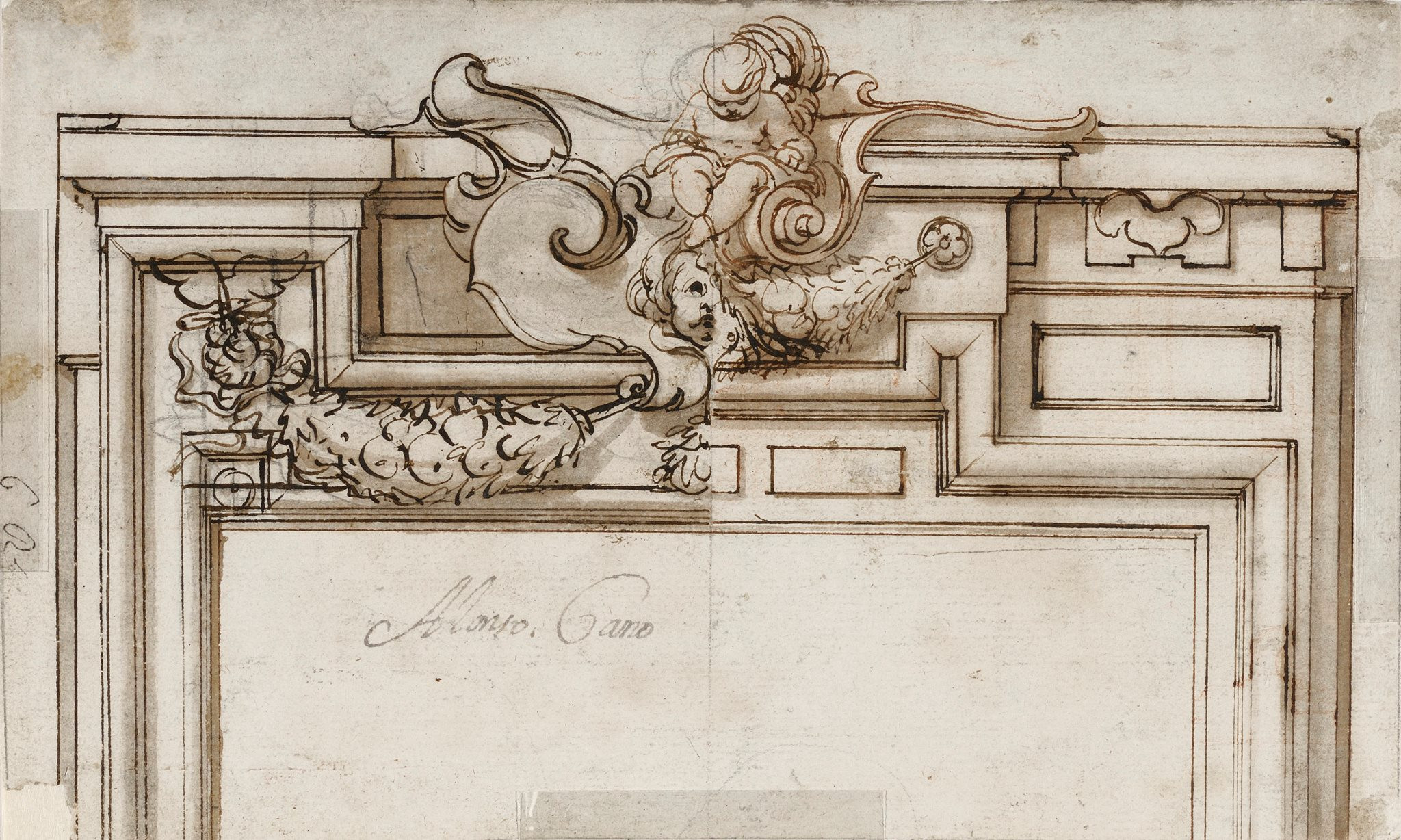
étude pour retable, vers 1652-1657, musée des Beaux-Arts de Cordoue.